# Cantón de Saint-Hippolyte-du-Fort
El cantón de Saint-Hippolyte-du-Fort era una división administrativa francesa, que estaba situada en el departamento de Gard y la región de Languedoc-Rosellón.

## Composición
El cantón estaba formado por cinco comunas:
- Conqueyrac
- Cros
- La Cadière-et-Cambo
- Pompignan
- Saint-Hippolyte-du-Fort

## Supresión del cantón de Saint-Hippolyte-du-Fort
En aplicación del Decreto nº 2014-232 de 24 de febrero de 2014, el cantón de Saint-Hippolyte-du-Fort fue suprimido el 22 de marzo de 2015 y sus 5 comunas pasaron a formar parte; cuatro del nuevo cantón de Le Vigan y una del nuevo cantón de Quissac.